# Alla har glömt
Alla har glömt är en låt skriven av Peter Himmelstrand och som ursprungligen spelades in och framfördes av Towa Carson. 

## Melodifestivalen
Towa Carson framförde låten som ett tävlande bidrag i Melodifestivalen 1967 där den slutade på fjärde plats. Vinnare blev "Som en dröm", framförd av Östen Warnerbring.
"Alla har glömt" framfördes som ett pausnummer under Melodifestivalen 2009 av Freddie Wadling, under första deltävlingen i Scandinavium i Göteborg. Towa Carson framförde låten under en mellanakt i Melodifestivalen året därpå, 2010. Vid Melodifestivalen 2020 invaldes Towa Carson i programmets Hall of Fame och framförde då låten i ett medley. Under Melodifestivalen 2022 i semifinalen framfördes "Alla har glömt" som pausnummer av Cedrik Hammar känd som Lionman.

## Listplacering
Originalversionen med Carson testades på Svensktoppen, där den låg i fyra veckor under perioden 29 april-21 maj 1967, med placeringarna 3-3-6-10 .

## Coverversioner
Anne-Lie Rydé spelade in "Alla har glömt" på coveralbumet Stulna kyssar 1992 . Låten har också spelats in av bandet [Ingenting].